# Johann Heinrich Blasius

Johann Heinrich Blasius

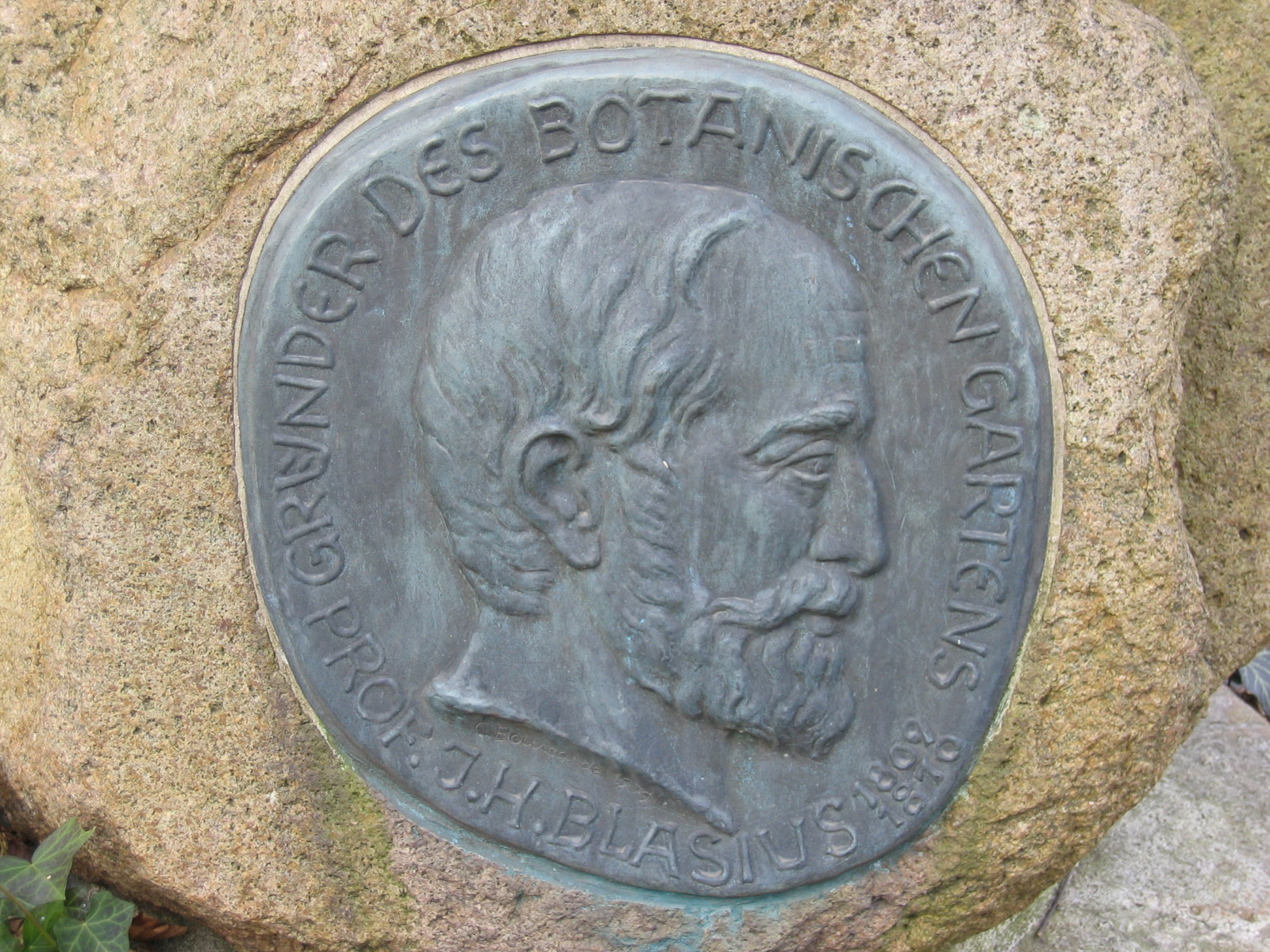
Relief von Johann Heinrich Blasius im Botanischen Garten Braunschweig

Johann Heinrich Blasius (* 7. Oktober 1809 in Nümbrecht-Eckenbach, Regierungsbezirk Köln; † 26. Mai 1870 in Braunschweig) war ein deutscher Zoologe.

## Leben
Nach dem 1831 absolvierten Examen für das höhere Lehramt unterrichtete er in Krefeld Mathematik, Naturgeschichte und Deutsch. Blasius studierte ab 1834 in Berlin Mathematik, Geographie, Geologie, Zoologie und Botanik. 1836 wurde er als außerordentlicher Professor (seit 1842 ordentlicher Professor) für beschreibende Naturwissenschaften an das Collegium Carolinum nach Braunschweig berufen, wo er bis zu seinem Tod wirkte. Er setzte sich für den Bau eines botanischen Gartens ein. Dieses führte 1840 zur Gründung des Botanischen Gartens Braunschweig.
Bereits vor seiner Berufung hatte er mit seinem Freund Alexander Graf Keyserling große Teile Osteuropas bereist; die Resultate dieser Forschungsreisen wurden 1840 gemeinsam veröffentlicht. Es folgten in den Jahren 1840 und 1841 eine gemeinsame Reise nach Russland, über die Blasius 1844 berichtete, sowie weitere Reisen in den Alpen und Italien. Im Jahr 1843 wurde er zum Mitglied der Gelehrtenakademie Leopoldina gewählt.
Im Laufe der Zeit schuf Blasius eine Sammlung am Collegium Carolinum, die 1857 mit der Naturkundesammlung des Herzoglichen Kunst- und Naturalienkabinetts vereinigt wurde, was zur Gründung des Naturhistorischen Museums führte, zu dessen Leiter er im Jahr 1859 ernannt wurde. Im Museum erinnert eine von August Howaldt geschaffene Büste an ihn.
Daneben war er ab 1844 Zweiter und ab 1864 Erster Bibliothekar der Hochschule, von 1862 bis 1866 Mitglied des Direktoriums des Collegium Carolinum und ab 1866 Leiter des Herzoglichen Museums Braunschweigs.
Johann Heinrich Blasius war Vater des Arztes, Bakteriologen und Ornithologen Rudolf Blasius und des Ornithologen Wilhelm Blasius.
Er führte zusammen mit seinen Söhnen Feldbeobachtungen im Naturschutzgebiet Riddagshäuser Teiche durch und beschrieb mehrere Tierarten.

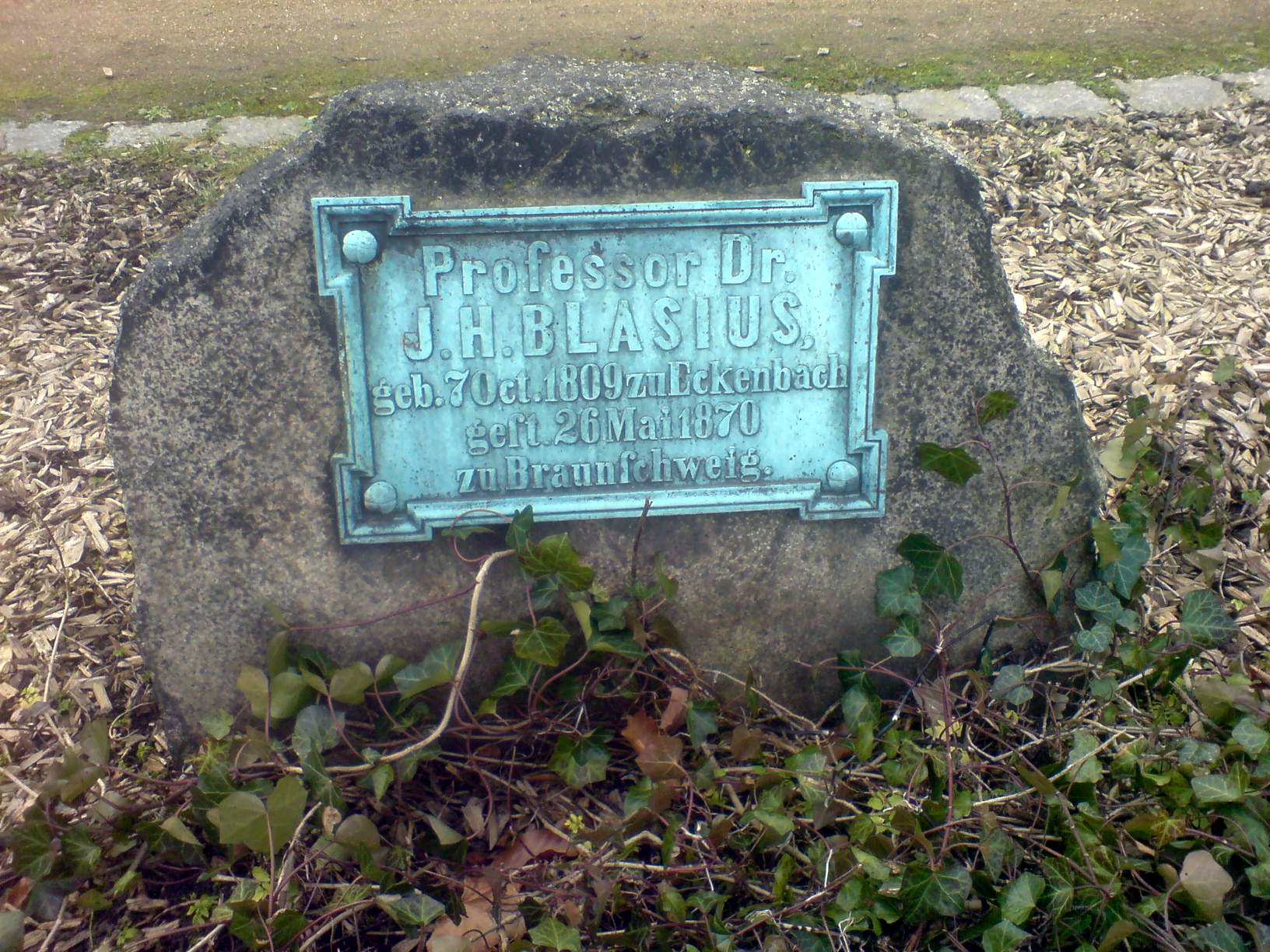
Grabstein von Johann Heinrich Blasius

Sein Grab befindet sich neben dem seiner Ehefrau Luise, geb. Thiele (1822–1886) auf dem Friedhof der Reformierten Gemeinde in der Juliusstraße.

## Werke
- 1840: Die Wirbelthiere Europa’s. (gemeinsam mit Alexander Graf Keyserling).
- 1844: Reise im europäischen Rußland in den Jahren 1840 und 1841. 2 Bände.
- 1857: Naturgeschichte der Säugethiere Deutschlands. Auch Fauna der Wirbelthiere Deutschlands.